# Rikskommissariatet Ostland

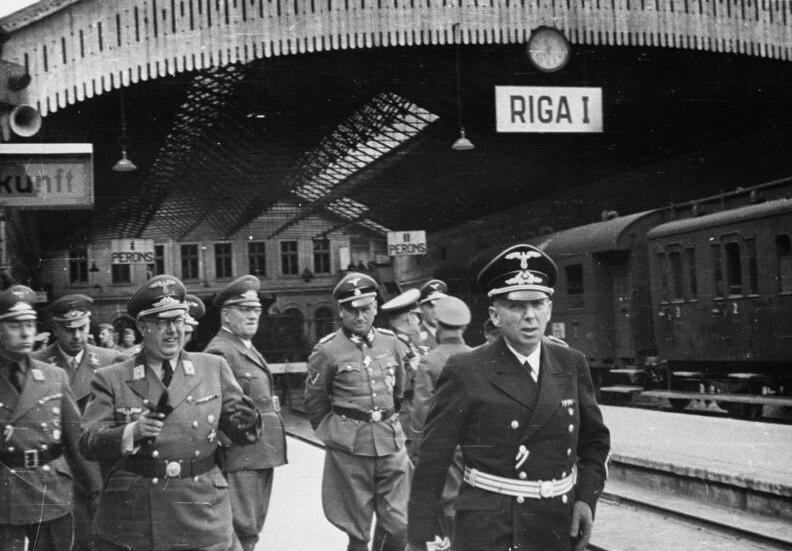
Hinrich Lohse (trea från vänster) ankommer med medarbetare till Rigas centralstation den 15 februari 1944. Bland de övriga ses Otto-Heinrich Drechsler och Friedrich Jeckeln.

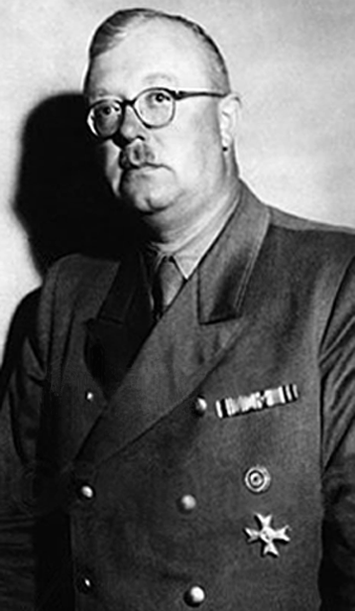
Hinrich Lohse var rikskommissarie för Ostland från 1941 till 1944.

Rikskommissariatet Ostland (tyska: Reichskommissariat Ostland, förkortat: RKO) var Nazitysklands regim för de ockuperade områdena i öst som inkorporerade Estland, Lettland och Litauen samt några andra mindre territorier, vilka utgjordes av delar av östra Polen samt delar av västra Belarus, Ukraina och Ryssland. Rikskommissarie var Hinrich Lohse, som var underordnad riksminister Alfred Rosenberg.
Adolf Hitler deklarerade att målet med inrättandet av Rikskommissariatet Ostland var en fullständig utplåning av den judiska befolkningen inom området samt bosättning för etniska tyskar. Den etniska befolkningen i området skulle antingen fördrivas eller förtyskas. Einsatzgruppen A och B, mobila insatsstyrkor som följde i Wehrmachts spår, mördade drygt 1 000 000 judar i Ostland.

## Indelning
Reichskommissariat Ostland var indelat i fyra generalregioner (tyska Generalbezirk).

### Generalbezirk Estland (Estland)
Huvudstad:
- Reval (Tallinn)

Gebietskommissariate (Områdeskommissariat):
- Arensburg
- Dorpat
- Pernau
- Petschur
- Wesenberg

Generalkommissarie: Karl Sigismund Litzmann (1941-1944)

### Generalbezirk Lettland (Lettland)
Huvudstad:
- Riga

Gebietskommissariate (Områdeskommissariat):
- Dünaburg
- Libau
- Mitau
- Riga
- Wolmar

Generalkommissarie: Otto-Heinrich Drechsler (1941-1944)

### Generalbezirk Litauen (Litauen)
Huvudstad:
- Kauen (Kaunas)

Gebietskommissariate (Områdeskommissariat):
- Kauen
- Ponewesch
- Schaulen
- Wilna

Generalkommissarie: Adrian von Renteln

### Generalbezirk Weißruthenien (Belarus, Östra Polen)
Huvudstad:
- Minsk

Hauptgebieten (Huvudområden):
- Minsk
- Mogilev
- Vitebsk
- Smolensk

Generalkommissarie: Wilhelm Kube (1941-1943), Curt von Gottberg (1943-1944)